# Eriotheca vargasii
Eriotheca vargasii là một loài thực vật có hoa trong họ Cẩm quỳ. Loài này được (Cuatrec.) A.Robyns mô tả khoa học đầu tiên năm 1963.